# NGC 7313
NGC 7313 ist eine Spiralgalaxie vom Hubble-Typ Sb im Sternbild Südlicher Fisch, welche etwa 259 Millionen Lichtjahre von der Milchstraße entfernt ist.
NGC 7313 wurde am 24. September 1864 von dem Astronomen Albert Marth entdeckt.